# Варшава
Варшава (на полски: Warszawa) е столицата на Полша и най-големият град в страната. Административно е обособен в отделен окръг (повят) с площ 517,24 km². Разположен е на река Висла, на приблизително 350 km от Балтийско море и Карпатите. Населението му е 1 764 615 души (2017 г.), а за цялата агломерация – около 3 100 000 души (2017). Градът е осми по население в Европейския съюз.
Варшава е център на Мазовското войводство. В града има много индустрии (електротехническа промишленост, автомобилна, черна металургия), 66 висши училища (Варшавски университет, Варшавски технически университет, Медицинска академия и др.) и над 30 театъра.

## История

### Ранна история
Първите поселения на мястото на днешна Варшава са били на територията на Бродно (IX – X век) и Уяздовски замък (XII – XIII век).
След като замъкът бива нападнат от съседни кланове и владетели, възниква ново рибарско селище, наречено Варшова. Принцът на Плоцк основава това селище, представляващо днешна Варшава, през около 1300 г. В началото на XIV век то става едно от седалищата на Мазовското княжество и официална столица през 1413 г. Икономиката на града по това време разчита основно на занаятчийството и търговията. По-късно княжеството е включено в състава на Кралство Полша през 1526 г.

### XVI и XVIII век
През 1529 г. Варшава за пръв път става седалище на Сейма, за постоянно от 1569 г. През 1573 г. градът дава името си на Варшавската конфедерация, която формално установява религиозна свобода в Жечпосполита. Поради централното си местоположение между столиците на съюза, Краков и Вилнюс, Варшава става негова столица, когато Сигизмунд III Васа премества столицата от Краков във Варшава през 1596 г. През следващите години градът се разраства. Създават се няколко частни независими райони, които са собственост на аристократи и дворяни и се управляват със свои собствени закони. Три пъти между 1655 и 1658 г. градът попада под обсада и три пъти бива плячкосван от шведски, бранденбургски и трансилвански сили.
През 1700 г. избухва Великата северна война, а градът е обсаден няколко пъти и принуден да плати тежки данъци. Варшава става ранен капиталистически град. По време на царуването на Август II и Август III градът бележи развитие. Саксонските монарси водят много известни германски архитекти, които построяван наново града в стил, подобен на Дрезден. През 1747 г. е построена библиотеката на Залуски, първата публична полска библиотека и най-голямата по това време.
Станислав Август Понятовски, който премоделира интериора на Кралския замък, прави Варшава център на културата и изкуствата. Той нарежда построяването и ремонтирането на множество замъци и имения.
Варшава е столица на Жечпосполита до 1795 г., когато бива анексирана от Кралство Прусия в третата и последна подялба на Полша. Впоследствие става столица на провинцията Южна Прусия.

### XIX и XX век
Освободена от армията на Наполеон през 1806 г., Варшава става столица на новосъздаденото Варшавско херцогство. След Виенския конгрес от 1815 г. Варшава става център на Конгресна Полша, конституционална монархия под лична уния с Руската империя.
След многобройни нарушения на полската конституция от руска страна избухва Ноемврийското въстание през 1830 г. Последвалата Полско-руска война през 1831 г. завършва с потушаване на въстанието и със съкращаване на автономията на кралството. На 27 февруари 1861 г. руски войници откриват огън по варшавска тълпа, протестираща срещу руското владичество над Полша. Пет души са убити. През 1863 – 1864 г. Варшава е обхваната от Януарското въстание.
Варшава процъфтява в края на XIX век под властта на кмета Сократ Старинкевич, руски генерал, назначен от Александър III. По това време във Варшава са прокарани първите водопроводни и канализационни системи, проектирани и построени от английския инженер Уилям Линдли. Освен това са модернизирани трамваите, уличното осветление и газовата инфраструктура.
Преброяването на населението през 1897 г. посочва 626 000 жители на Варшава, което го прави третия най-голям град в Руската империя след Санкт Петербург и Москва.

### Столица на Втората полска република: 1918 – 1939 г.
Варшава е окупирана от Германия от 4 август 1915 г. до ноември 1918 г. След войната от Германия е изискано да напусне териториите, контролирани от Русия през 1914 г., което включва Варшава. Германия постъпва точно така, но Йозеф Пилсудски се връща във Варшава на 11 ноември и основава Втората полска република със столица във Варшава. В хода на Полско-съветската война от 1920 г. Битката при Варшава се води на източните покрайнини на града, като столицата е успешно отбранена, а Червената армия е победена.
В периода 1932 – 1939 г. е построена Главната гара, която бива унищожена през Втората световна война. През декември 1939 г. кметът на града Стефан Старзински е убит от нацистите по време на обсадата им на града.

### Втора световна война
След германското нахлуване в Полша на 1 септември 1939 г. Варшава е защитавана до 28 септември. Централна Полша, включително Варшава, попада под властта на Генерал-губернаторството, нацистка колониална администрация. Всички институции за висше образование във Варшава са затворени, а цялото еврейско население на града – няколко хиляди души (30% от населението на града) са събрани във Варшавско гето. Градът става център на градската съпротива срещу нацистката власт в окупирана Европа. Когато на 19 април 1943 г. идва заповедта за унищожаване на гетото като част от Окончателното решение на еврейския въпрос на Хитлер, еврейски бойци се вдигат на въстание. Въпреки че е слабо въоръжено и малобройно, гетото издържа почти месец. След края на боя почти всички оцелели са избити, като само малцина успяват да избягат или да се скрият.
Към юли 1944 г. Червената армия е навътре в полската територия и гони немците към Варшава. Знаейки че Сталин е противник на идея за независима Полша, Полското правителство в изгнание в Лондон дава заповед на Армия Крайова да се опита за завземе властта на Варшава от Германците преди Червената армия да е пристигнала. Така на 1 август 1944 г., докато Червената армия наближава града, избухва Варшавското въстание. Боят постига само частичен успех и продължава 63 дни, вместо планираните 2. В края на краищата, бойците на Армия Крайова са принудени да капитулират. Те са транспортирани като военнопленници в Германия, докато цялото цивилно население е изпъдено. Полските цивилни смъртни случаи са оценени на между 150 000 и 200 000.
След това немците изравняват Варшава със земята. Хитлер, игнорирайки условията на капитулация, нарежда целият град да бъде унищожен, а колекциите в библиотеките и музеите да бъдат отнесени в Германия или изгорени. Паметници и правителствени сгради са взривявани от специални немски отряди. Около 85% от града е разрушен.
На 17 януари 1945 г., след началото на Висло-Одерската операция на Червената армия, съветски и полски части влизат в руините на Варшава и освобождават предградията на града от немската окупация. Градът бързо е превзет от съветската армия, която настъпва с бързи темпове към Лодз.

### 1945 – 1989 г.: Варшава по време на Народната република
През 1945 г., след края на бомбардировките, бунтовете и унищожението, по-голямата част от Варшава лежи в развалини.
След Втората световна война, под комунистическия режим на победилите съвети започва кампания за създаването на жилища, заедно с типични сгради за Източния блок, като например Двореца на културата и науката, който е издигнат във Варшава като подарък от Съветския съюз. Градът поема отново функцията на столица и център на политическия и икономическия живот на Полша. Голяма част от историческите улици, сгради и църкви са възстановени в първоначалния им облик. През 1980 г. Старият град на Варшава е вписан в списъка на световното културно и природно наследство на ЮНЕСКО.
Посещенията на папа Йоан Павел II в родната си страна през 1979 и 1983 г. водят до подкрепата на движението Солидарност и поощряват нарастващите антикомунистически настроения.

### Днешно време
През 1995 г. е открит Варшавския метрополитен с една линия. Втора линия е открита през март 2015 г. С влизането на Полша в Европейския съюз през 2004 г. Варшава претърпява най-големия икономически ръст в своята история. Европейското първенство по футбол през 2012 г. е открито във Варшава с мач между Полша и Гърция.

## География
Варшава е разположена в източно-централна Полша, на около 300 km от Карпатите и на около 260 km от Балтийско море. Градът е разполовен от река Висла. Средната надморска височина на града е около 100 m над морското равнище. Най-високата точка в града е 138 m, а най-ниската е 75,6 m над морското равнище. Варшава се намира върху две основни геоморфологични образувания: равно моренно плато и долината на река Висла.
Климатът на града е умереноконтинентален, със студена и снежна зима и топло и слънчево лято. Пролетта и есента са непредвидими и склонни към резки метеорологични изменения, но температурите обикновено са умерени. Средната температура е между −1,8 °C през януари и 19,2 °C през юли. Средната годишна температура е 8,5 °C. Варшава е една от най-сухите столици в Европа, като средногодишните валежи са около 529 mm.

### Климат
| Климатични данни за Варшава           | Климатични данни за Варшава | Климатични данни за Варшава | Климатични данни за Варшава | Климатични данни за Варшава | Климатични данни за Варшава | Климатични данни за Варшава | Климатични данни за Варшава | Климатични данни за Варшава | Климатични данни за Варшава | Климатични данни за Варшава | Климатични данни за Варшава | Климатични данни за Варшава | Климатични данни за Варшава |
| Месеци                                | яну.                        | фев.                        | март                        | апр.                        | май                         | юни                         | юли                         | авг.                        | сеп.                        | окт.                        | ное.                        | дек.                        | Годишно                     |
| Абсолютни максимални температури (°C) | 13,0                        | 17,0                        | 22,0                        | 30,4                        | 32,8                        | 35,1                        | 35,9                        | 37,0                        | 31,1                        | 25,0                        | 18,9                        | 15,0                        | 37,0                        |
| Средни максимални температури (°C)    | 0,6                         | 1,9                         | 6,6                         | 13,6                        | 19,5                        | 21,9                        | 24,4                        | 23,9                        | 18,4                        | 12,7                        | 5,9                         | 1,6                         | 12,6                        |
| Средни температури (°C)               | −1,8                        | −0,6                        | 2,8                         | 8,7                         | 14,2                        | 17,0                        | 19,2                        | 18,3                        | 13,5                        | 8,5                         | 3,3                         | −0,7                        | 8,5                         |
| Средни минимални температури (°C)     | −4,2                        | −3,6                        | −0,6                        | 3,9                         | 8,9                         | 11,8                        | 13,9                        | 13,1                        | 9,1                         | 4,8                         | 0,6                         | −3                          | 4,6                         |
| Абсолютни минимални температури (°C)  | −31                         | −27,2                       | −22,2                       | −7,2                        | −2,8                        | 1,6                         | 5,0                         | 3,0                         | −2                          | −9,6                        | −17                         | −22,8                       | −31                         |
| Средни месечни валежи (mm)            | 27                          | 26                          | 31                          | 34                          | 56                          | 69                          | 73                          | 64                          | 46                          | 32                          | 37                          | 34                          | 529                         |
| ------------------------------------- | --------------------------- | --------------------------- | --------------------------- | --------------------------- | --------------------------- | --------------------------- | --------------------------- | --------------------------- | --------------------------- | --------------------------- | --------------------------- | --------------------------- | --------------------------- |
| Източник: Погода и Климат             |                             |                             |                             |                             |                             |                             |                             |                             |                             |                             |                             |                             |                             |

## Население
Това е градът с най-разнообразен демографски състав в Полша, със значителен брой жители, родени в чужбина. В допълнение към полското мнозинство, в града има и значително еврейско малцинство. Според руското преброяване от 1897 г. от общо 638 000 жители евреите съставляват 219 000 души (около 34%). Предвоенното еврейско население на Варшава от над 350 000 души представлява около 30% от общото население на града. През 1933 г. родният език на 833 500 души от общо 1 178 914 жители е полският. Втората световна война променя демографията на града и до ден днешен етническото разнообразие е много по-малко, отколкото през предишните 300 години от историята на Варшава. По-голямата част от съвременния растеж на населението се основава на вътрешната миграция и урбанизация.
През 1939 г. 1 300 000 души са живели във Варшава, но през 1945 г. – едва 420 000 души. През първите години след войната ръстът на населението е приблизително. 6% и скоро градът започва да страда от липсата на апартаменти и площи за нови жилищни сгради. Първата коригираща мярка е разширяването на Варшавската област (1951 г.), но градските власти все пак са били принудени да въведат ограничения на регистрацията на пребиваване: само съпрузите и децата на постоянно пребиваващите, както и някои лица от обществено значение (като известни специалисти) са могли да получат адресна регистрация, като по този начин ще се намали наполовина нарастването на населението през следващите години. Това е създало стереотип, популярен сред обитателите на други градове, според който столичаните смятат себе си за по-добри само защото са живели в столицата. Въпреки че всички ограничения за регистрация за пребиваване са премахнати през 1990 г., до ден днешен се е запазил отрицателен образ на типичния варшавски гражданин.
| Година  | Население |
| ------- | --------- |
| 1700 г. | 30 000    |
| 1792 г. | 120 000   |
| 1800 г. | 63 400    |
| 1850 г. | 163 600   |
| 1882 г. | 383 000   |
| 1901 г. | 711 988   |
| 1933 г. | 1 178 914 |
| 1939 г. | 1 300 900 |
| 1945 г. | 422 000   |
| 1950 г. | 803 800   |
| 1960 г. | 1 136 000 |
| 1970 г. | 1 315 600 |
| 1980 г. | 1 596 100 |
| 1990 г. | 1 655 700 |
| 2000 г. | 1 672 400 |
| 2010 г. | 1 710 398 |
| 2017 г. | 1 764 615 |

### Имигранти
Подобно на повечето столици в Европа, Варшава е дом на значително повече хора родени в чужбина спрямо другите градове в страната, макар и да не се доближава до градове като Мадрид или Рим. През 2016 г. е изчислено, че 21 000 души, живеещи във Варшава, са родени в чужбина, въпреки че някои подозират, че действителният брой може да достигне 60 000 – 150 000, или между 1,2 и 8,5% от всички граждани на града. От тях най-многобройни са украинците, виетнамците, беларусите и руснаците.

### Религия
Варшава е мултикултурен град. Според преброяването от 1901 г. от 711 988 жители 56,2% са били католици, 35,7% юдеи, 5% гръцки православни християни и 2,8% протестанти. Осем години по-късно, през 1909 г., евреите са 281 754 (36,9%), 18 189 са протестанти (2,4%) и 2818 мариавити (0,4%). Това е довело до изграждането на стотици места за религиозно богослужение във всички части на града. Повечето от тях са били унищожени след Варшавското въстание през 1944 г. След войната новата комунистическа власт на Полша не е подкрепяла възстановяването на храмовете и само малък брой от тях са били възстановени.
В проучване, проведено през 2010 г., 66% от жителите на Варшава са се обявили за вярващи, а 6% за невярващи.

## Икономика
През 2011 г. Варшава бе класирана на 46-о място в света като най-скъп град за живеене. Тя е класифицирана като алфа световен град (известен също като „главен глобален град, който свързва икономическите региони със световната икономика“) от GaWC, поставяйки я на едно ниво градове като Сидни, Истанбул, Амстердам или Сеул.

## Известни личности
Родени във Варшава
- Збигнев Бжежински (1928 – 2017), американски политолог
- Анджей Врона – волейболист, национал
- Жан Епщайн (1897 – 1953), френски режисьор
- Анна Мария Йопек (р. 1970), певица и музикант
- Александър Камински (1903 – 1978), общественик
- Карол Клос – волейболист, национал
- Алфред Кожибски (1879 – 1950), философ
- Ян Кот (1914 – 2001), театрален критик
- Мария Кюри (1867 – 1934), френски физик
- Тамара де Лемпицка (1898 – 1980), художничка
- Беноа Манделброт (1924 – 2010), френски математик
- Кшищоф Помян (р. 1934), историк
- Харун Тазиев (1914 – 1998), вулканолог
- Кажимеж Функ (1884 – 1967), биохимик
- Владимир Шчербачов (1887 – 1952), руски композитор

Починали във Варшава
- Олгерд Войташевич (1916 – 1995), езиковед китаист, преводач, професор във Варшавския университет
- Александър Гейщор (1916 – 1999), историк
- Антони Грабовски (1857 – 1921), есперантист
- Людвик Заменхоф (1859 – 1917), есперантист
- Александър Камински (1903 – 1978), общественик
- Джон Кокрил (1790 – 1840), белгийски предприемач
- Станислав Лоренц (1891 – 1991), изкуствовед
- Габриел Нарутович (1865 – 1922), политик
- Чеслав Ниемен (1939 – 2004), музикант
- Ицхок Лейбуш Перец (1852 – 1915), писател
- Йозеф Пилсудски (1867 – 1935), офицер и политик
- Болеслав Пясецки (1915 – 1979), политик
- Владислав Реймонт (1867 – 1925), писател
- Йежи Стефан Ставински (1921 – 2010), сценарист и режисьор
- Ян III Собиески (1629 – 1696), крал
- Тадеуш Хмелевски (1927 – 2016), режисьор
- Гжегож Чеховски (1957 – 2001), певец, композитор и текстописец
- Хенрик Яблонски, историк и политик
- Анна Янтар (1950 – 1980), певица
- Ирена Яроцка (1946 – 2012), певица

Други личности, свързани с Варшава
- Дора Габе (1888 – 1983), българска поетеса, работи в посолството през 1947 – 1950 г.
- Стефан Гечев (1912 – 2000), български поет, работи в посолството през 1947 – 1950 г.
- Витолд Гомбрович (1904 – 1969), писател, живее в града през 20-те и 30-те години на XX в.
- Йосиф Гурко (1828 – 1901), руски офицер, генерал-губернатор през 1883 – 1894 г.
- Борис Данков (р. 1941), български писател, живее в града през 1983 – 1989 и 1995 – 1998 г.
- Елка Константинова (р. 1932), български филолог и политик, работи в посолството през 1993 – 1997 г.
- Иван Пръмов (1921 – 2005), български политик, посланик през 1986 – 1988 г.
- Веселин Ханчев (1919 – 1966), български писател, работи в посолството през 1962 – 1964 г.

## Други
Във Варшава има следните улици с имена, свързани с България:
- ul. Bułgarska (Българска)
- ul. Burgaska (Бургаска)
- ul. Neseberska (Несебърска)
- ul. Sozopolska (Созополска)
- ul. Warneńska (Варненска)
- ul. Złotych Piasków (Златни пясъци)
- ul. Christo Botewa (Христо Ботев)

## Побратимени градове
- Астана, Казахстан от 2002 г.
- Бангкок, Тайланд от 2010 г.
- Берлин, Германия от 1991 г.
- Будапеща, Унгария от 2005 г.
- Виена, Австрия от 2001 г.
- Вилнюс, Литва от 1998 г.
- Грозни, Русия от 1997 г.
- Дюселдорф, Германия от 1989 г.
- Ил дьо Франс, Франция от 1990 г.
- Истанбул, Турция от 1991 г.
- Киев, Украйна от 1994 г.
- Ковънтри, Англия от 1957 г.
- Мадрид, Испания от 1981 г.
- Москва, Русия от 1993 г.
- Осло, Норвегия от 2006 г.
- Рига, Латвия от 2002 г.
- Рио де Жанейро, Бразилия от 1997 г.
- Париж, Франция от 1999 г.
- Сан Диего, САЩ от 1960 г.
- Санкт Петербург, Русия от 1997 г.
- Сент Етиен, Франция от 1995 г.
- Сеул, Южна Корея от 1996 г.
- София, България
- Тайпе, Тайван от 1995 г.
- Тел Авив, Израел от 1992 г.
- Торонто, Канада от 1990 г.
- Хага, Холандия от 1991 г.
- Хамамацу, Япония от 1990 г.
- Ханой, Виетнам от 2000 г.
- Харбин, Китай от 1993 г.
- Чикаго, САЩ от 1995 г.